# Шпагонов, Андрей Александрович
Андре́й Алекса́ндрович Шпаго́нов (13 сентября 1969, Казань, Татарская АССР, РСФСР, СССР — 13 декабря 1995, Казань, Республика Татарстан, Россия) — российский преступник. В 1992 году совершил нападение на Управление специальной связи по Республике Татарстан с целью похитить 67 единиц оружия (пистолетов Макарова) и 753 единицы боеприпасов, убив при этом 9 человек и ранив одного. Судом приговорён к смертной казни и расстрелян.

## Биография

### Детство и юность
Андрей Шпагонов родился 13 сентября 1969 года в Казани. Был старшим ребёнком в семье. Отец ушёл из семьи, когда Шпагонов был ещё ребёнком, а 27 апреля 1987 скончалась его мать.
После школы по причине болезни был освобождён от службы в армии и, окончив СПТУ, некоторое время работал на одном из казанских заводов. Однако затем поступил на работу в Управление специальной связи по Республике Татарстан фельдъегерем.
На работе зарекомендовал себя замкнутым и необщительным одиночкой. Отличался хорошим владением пистолетом и умением метко стрелять, за что имел поощрения на службе. Однако, по словам его бывших сослуживцев, Шпагонова отличала и склонность к личной наживе; в частности, он занимался перепродажей водки и мелкими кражами.
5 февраля 1992 года был уволен за несоответствие занимаемой должности. После увольнения некоторое время работал охранником в одном из частных мебельных магазинов Казани, но вскоре был уволен по неизвестной причине, либо уволился из-за маленькой зарплаты. Пытался организовать собственный торговый бизнес, но тоже ничего не вышло.
Спустя некоторое время после повторного увольнения и неудачи в бизнесе Шпагонов решился на ограбление. Для налёта на своё бывшее место работы Шпагонов привлёк своего двоюродного брата — 22-летнего Дмитрия Ковалёва, который сначала отказался, так как испугался смертной казни. Шпагонов сумел убедить его, что убьёт всех свидетелей, и никто не сможет их опознать. После этого Ковалёв согласился на предложение Шпагонова, поскольку имел большие долги. По плану Шпагонов должен был убить всех сотрудников в здании и забрать оружие, после чего Ковалёв должен был помочь брату скрыться. Шпагонов объяснил сообщнику, что преступление займёт у него где-то 1 час—1,5 часа. Вся подготовка к преступлению заняла у Шпагонова чуть более 2 месяцев.

### Массовое убийство
26 апреля 1992 года после 21:00 Андрей Шпагонов вошёл в здание Управления специальной связи по Республике Татарстан. Там дежурили трое его старых знакомых — Шмелёв, Липухин (смотрели телевизор) и Камардин (находился в комнате дежурного). После совместного распития трёх бутылок водки, принесённых с собой Шпагоновым, Камардин лёг спать в комнате дежурного, а два его помощника разбрелись в поисках места отдыха. Шпагонов с газовым баллончиком и ножом поднялся вслед за ними на второй этаж.
Увидев в проёме двери вышедшего к нему Липухина, Шпагонов брызнул ему в лицо из баллончика, а затем нанёс несколько ножевых ранений в спину и живот. Убийца затащил тело в кабинет и направился в комнату отдыха, где спал Шмелёв. Подойдя к кровати, он сначала брызнул спящему из баллончика в лицо, а затем нанёс одно точное ножевое ранение в сердце. Покинув комнату отдыха, Шпагонов почти бегом вернулся на первый этаж, ворвался в комнату дежурного, где дремал Камардин, и трижды ударил успевшего привстать дежурного ножом в шею и живот и забрал табельное оружие убитого.
В это время у входной двери раздался звонок. Шпагонов впустил в здание прибывшего фельдъегеря Нагайцева, после чего выстрелил ему в затылок, когда тот направился к мужской уборной. Затем Шпагонов постучал в дверь отдела экспедиторов, где находились четыре женщины-работницы, среди которых была Ляля Фарзеева (будущий свидетель). Нападавший открыл по ним огонь, ранив двух женщин (Ильсию Марданову и Лялю Фарзееву) и убив одну (Фаунзилю Мензянову). Одна из женщин (Анна Шайхутдинова), всё это время находившаяся в соседнем кабинете, пыталась бежать и ей даже удалось покинуть здание, однако она споткнулась, и подоспевший Шпагонов расстрелял женщину. Он затащил труп в помещение и принялся паковать оружие. Тем временем очнулась раненая Ляля Фарзеева, она смогла встать и выйти в коридор и хотела вызвать милицию, но дверь в комнату дежурного была заперта. Тогда женщина вернулась в хранилище отдела экспедиции и закрылась там изнутри. Услышав шаги, Шпагонов понял, что кто-то ещё жив, и решил добить свидетеля. Он обошёл весь отдел, однако никого не обнаружил. Испугавшись, что нападавший застрелит её, Ляля написала кровью на полу «Андрей Шпагонов». Тем временем убийца выстрелом вскрыл дверь и зашёл в отдел экспедиторов, где умирала одна из раненых (Ильсия Марданова). Решив, что это были её шаги, нападавший добил женщину выстрелом в голову и вернулся к упаковке оружия.
Как только преступник собрался выйти на улицу, вновь позвонили в дверь. Шпагонов сменил магазин в пистолете и пошёл открывать. Убийца впустил внутрь помещения фельдъегеря Садриева, прилетевшего из Москвы, и встречавшего его водителя Мариева. Садриев с водителем прошли в вестибюль и увидели труп Анны Шайхутдиновой. Шпагонов незамедлительно расстрелял растерянных Садриева и Мариева. Затем Шпагонов вновь обошёл всё здание и расстрелял еще одну обойму в мёртвые тела, но вновь не увидел Ляли Фарзеевой. Убедившись в том, что свидетелей не осталось, Шпагонов разложил по всему зданию ветошь и легковоспламеняемые материалы, обнаруженные им в здании, облил их бензином и поджёг. Затем Шпагонов вышел с сумкой оружия на место, где его должен был встретить Ковалёв, однако тот, испугавшись, уехал с места несколькими минутами ранее и колесил по близлежащим улицам, намереваясь подъехать позже. Шпагонов решил, что брат его бросил, и вернулся в уже горящее здание, решив уехать на служебном грузовике «ГАЗ-69». Убийца нашёл у мёртвого водителя ключи, поставил сумку с оружием в машину и принялся заводить её. Грузовик не заводился, и тогда испуганный Шпагонов, решив, что взял не те ключи, вернулся в полыхающее здание.
В это время мимо Управления специальной связи во второй раз медленно проехал Ковалёв. Увидев горящее здание, он испугался и уехал с места преступления. В этот момент его машину «ВАЗ-2106» заметил выглянувший из окна свидетель (сотрудник милиции Альберт Тимошин), который, увидев пожар, вышел на улицу. Шпагонов обошёл здание и столкнулся с ним и ещё несколькими людьми, однако сумел отвлечь их криками о том, что в здании ещё остались живые люди, а сам якобы побежал за монтировкой. Шпагонов вновь попытался завести автомобиль, однако его спугнули подоспевшие пожарные. Убийца покинул место преступления пешком. Пистолет он выбросил в реку.

### Арест, следствие и суд
На месте тушения пожара были обнаружены 9 трупов и тяжелораненая Ляля Фарзеева в бессознательном состоянии. 66 пистолетов Макарова и патроны к ним в количестве 753 штук, были найдены в машине спецсвязи. Была обнаружена и надпись Ляли Фарзеевой, но из-за последствий тушения пожара прочитать её было сложно. Более-менее отчётливо были видны буквы «д», «р», «а», «о», «н» и буква «в», сначала принятая за число «13»; всё это расшифровывалось как «Дракон 13» или «Тринадцатый дракон», но в итоге следователи сошлись на мнении, что надпись может быть именем или фамилией. Позже анализ показал, что надпись была сделана именно кровью Фарзеевой. Были выявлены имена сотрудников, в том числе и бывших, содержащие все буквы надписи. В список попал и Шпагонов.
Придя в себя, Фарзеева дала показания. Шпагонова объявили в розыск. Опрос родственников убийцы показал, что он с Ковалёвым тогда уезжал в Казань. Ковалёва задержали. Сначала он давал ложные показания, сказав, что в тот день они с братом поехали в Казань развлечься, сходили в кафе и в кино, а потом расстались после того, как Шпагонов якобы увязался за какой-то девушкой. Однако Ковалёв был разоблачён: «ВАЗ-2106», на которые у Ковалёва была доверенность, опознал свидетель Тимошин. Ковалёва допросили снова, на этот раз предупредив, что если он не начнёт сотрудничать со следствием, то ответственность за убийство 9 человек будет лежать только на нём. Ковалёв признался в пособничестве в налёте, но где может находиться Шпагонов, он не знал.
Вскоре поступили данные о том, что Шпагонов приезжал к своей родственнице, помылся, переоделся и уехал. Потом он позвонил своей бывшей учительнице по СПТУ, чтобы она связалась с его родственниками и через них передала ему тёплую одежду, так как он собирался бежать в Сибирь. Милиция выяснила, что звонок был произведён со станции города Агрыз. Туда отправилась группа захвата, и утром 4 мая 1992 года Шпагонова арестовали в зале ожидания. Он сразу признался в преступлении и показал место в реке, куда выбросил пистолет.
Поскольку моратория на смертную казнь тогда не было, Шпагонов понимал, что ему грозит расстрел. Он пытался выдать себя за сумасшедшего, рассказывая о голосах в его сознании, которые приказывали ему убивать. Но судебно-психиатрическая экспертиза признала его вменяемым и отдающим отчёт в своих действиях.
Через несколько месяцев состоялся суд над Шпагоновым и Ковалёвым. Уже 28 августа 1992 года был оглашен приговор. Дмитрий Ковалёв был приговорён к 15 годам заключения, сам Андрей Шпагонов — к смертной казни. Шпагонов подавал прошения о помиловании и пересмотре дела. Последнее, поданное 11 ноября 1995 года на имя президента Ельцина, как и все предыдущие, также было отклонено. 13 декабря 1995 года приговор Андрею Шпагонову был приведён в исполнение.

## Дальнейшие события
Дмитрий Ковалёв вышел на свободу досрочно в 2005 году. Дальнейшая его судьба неизвестна.
Ляля Фарзеева, написавшая имя Шпагонова, выжила и была награждена орденом «За личное мужество».
26 апреля 2012 года, на 20 годовщину трагедии, Фарзеева дала интервью представителям программы «Столица: Итоги недели».

## В массовой культуре
- Документальный фильм «Тринадцатый дракон» из цикла «Криминальная Россия» (2005)
- Документальный фильм «Последний свидетель» из цикла «Чёрное озеро» (2013)